# Капская пестрогрудка
Капская пестрогрудка (лат. Bradypterus sylvaticus) — вид птиц из семейства сверчковых. Выделяют два подвида.

## Распространение
Эндемики прибрежных рaйонов ЮАР.

## Описание
Длина тела 14 см. Масса 16,5 г. Окраска тёмно-коричневая, клюв тонкий, хвост веерообразный и состоит из двенадцати широких перьев. Представители номинативного подвида имеют тёмные оливково-коричневые верх и бока головы, нечёткие бледные надбровья; верхняя сторона тела тёмно-оливково-коричневая, спина и надхвостье с тёплым оттенком; верхняя часть крыла и хвост тёмно-коричневые; внизу окраска тусклая серовато-коричневая, более белая на подбородке, на горле и в центре брюшка, горло со слабыми коричневыми пятнами; подхвостье тёпло-коричневое, кончики бледно-сероватые. Радужные оболочки коричневые, клюв темно-коричневый, подклювье при этом светлее; ноги от оливково-коричневого до телесно-коричневого цвета. Самцы и самки выглядят одинаково. У молодых особей «лицо» и нижняя часть тела размыто-желтоватого оттенка, а на горле более заметны прожилки. Представители подвида pondoensis окрашены в более темный цвет, с менее тёплым оттенком на верхней части тела, крыльях и боках, чем у представителей номинативного подвида.

## Биология
Питаются беспозвоночными (насекомыми, пауками, слизнями и червями). В кладке 2-3 яйца. Насиживает кладку только один из родителей, но кормят вылупившихся птенцов оба.